# Anthonie Claesz. de Grebber
Anthonie Claesz. de Grebber of Anthonie de Grebber (Haarlem, ca. 1622 - Amsterdam, (begraven) 10 juni 1691) was een Noord-Nederlandse schilder.

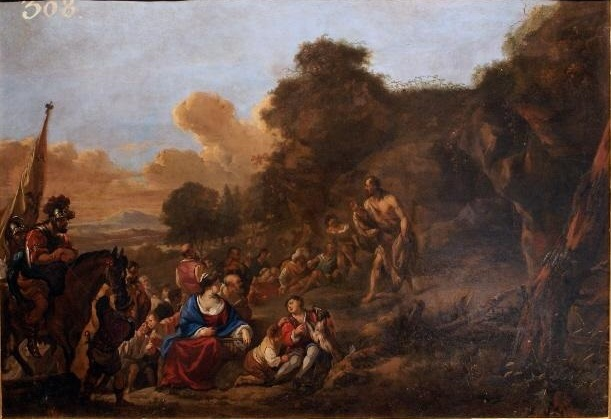
Johannes de Doper predikend in de woestijn, 1659, Museo de Guadalajara

## Levensloop
Er is weinig met zekerheid bekend over zijn leven en werk. Wel is bekend dat hij lesgaf aan Gabriël Metsu en Jan Baptista Wellekens. De Grebber was een historieschilder die voornamelijk focuste op katholieke en mythologische schilderijen. Zijn vader was Claes Pietersz de Grebber (1590 - 1650). Hij huwde met Grietje Pietersdr van Troyen in 1651.
Hij was familie van Pieter de Grebber, Anthonie leerde Metsu hoogstwaarschijnlijk kennen omwille dat Isabella de Wolff familie was van hem; Isabella de Wolff was getrouwd met Metsu. Zowel de Grebber als Metsu waren katholiek.

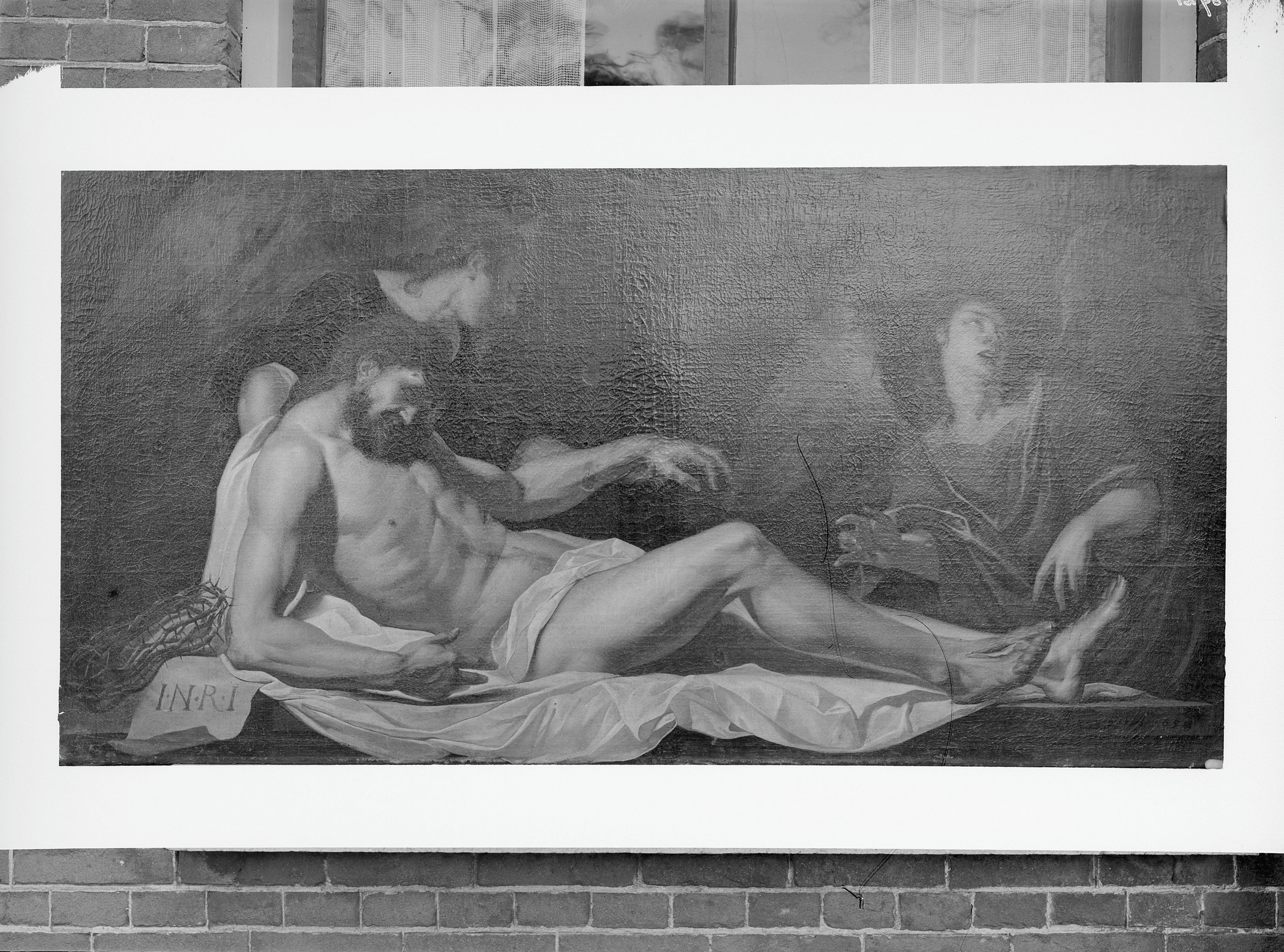
Oud-Ade door de Grebber.

## Werken
- Vertumnus en Pomona, (1650 - 1699) in de collectie Staatliche Graphische Sammlung München, Munich. Zwart krijt op papier.[6]
- Dido en Aeneas 1677, Musée des Beaux-Arts de Dunkerque, Duinkerke. Olieverf op doek.[7]
- De bewening, 1651 gedateerd, Oud-Ade (Alkemade), Pastorie (Oud-Ade). Olieverf op doek. Gesigneerd met datum.[8]
- Vertumnus en Pomona, tweede helft 17e eeuw, Sotheby's (Londen, Engeland). Olieverf op doek.[9]
- De blinde vader van Tobias wordt genezen (vier figuren met engel). Kunstmuseum, Bazel. Krijt en potlood. Gesigneerd, Antonius de Grebber.[10]